# Anomala curata
Anomala curata är en skalbaggsart som beskrevs av Eugène Benderitter 1928. 
Anomala curata ingår i släktet Anomala och familjen Rutelidae. Inga underarter finns listade i Catalogue of Life.